# Coupe d'Europe des nations de rugby à XIII 1949-1950
Navigation
Édition précédente Édition suivante
La Coupe d'Europe des nations de rugby à XIII 1950 est la dixième édition de la Coupe d'Europe des nations de rugby à XIII, elle se déroule du 19 septembre 1949 au 1er mars 1950, et oppose l'Angleterre, la France, le Pays de Galles et Autres Nationalités.
L'Angleterre remporte son cinquième titre européen après l'édition 1935, 1946, 1947 et 1948.

## Les équipes

### France
L'entraîneur de l'équipe de France est Jean Duhau.
| Nom                | Âge | Matchs (Ptsmarqués) pendant l'édition | Club               |
| ------------------ | --- | ------------------------------------- | ------------------ |
| Lucien Barris      | 28  | 1 (0)                                 | XIII Catalan       |
| Paul Bartoletti    | 23  | 1 (0)                                 | Bordeaux           |
| André Béraud       | 26  | 1 (0)                                 | Marseille          |
| Gabriel Berthomieu | 25  | 2 (0)                                 | Albi               |
| Élie Brousse       | 28  | 1 (0)                                 | Lyon               |
| Gaston Calixte     | 26  | 1 (0)                                 | Villeneuve-sur-Lot |
| Vincent Cantoni    | 22  | 2 (3)                                 | Toulouse           |
| Gaston Comes       | 26  | 2 (0)                                 | XIII Catalan       |
| Raymond Contrastin | 24  | 2 (9)                                 | Bordeaux           |
| Joseph Crespo      | 24  | 1 (0)                                 | Lyon               |
| Paul Déjean        | 28  | 2 (2)                                 | XIII Catalan       |
| Jean Dop           | 25  | 2 (0)                                 | Marseille          |
| René Duffort       | 26  | 3 (0)                                 | Lyon               |
| Henri Durand       | 34  | 1 (0)                                 | Marseille          |
| Charles Galaup     | 20  | 1 (0)                                 | Albi               |
| Gabriel Genoud     | 26  | 1 (0)                                 | Villeneuve-sur-Lot |
| Odé Lepes          | 25  | 2 (3)                                 | Bordeaux           |
| Martin Martin      | 26  | 1 (0)                                 | Carcassonne        |
| Jep Maso           | 24  | 1 (0)                                 | XIII Catalan       |
| Ulysse Négrier     | 27  | 1 (0)                                 | Marseille          |
| Raoul Pérez        | 26  | 1 (0)                                 | Marseille          |
| Édouard Ponsinet   | 25  | 1 (0)                                 | Carcassonne        |
| Puig-Aubert        | 24  | 3 (4)                                 | Carcassonne        |
| Pierre Taillantou  | 29  | 1 (0)                                 | Lyon               |
| Ambroise Ulma      | 27  | 2 (0)                                 | XIII Catalan       |
| Henri Vaslin       | 20  | 1 (0)                                 | Carcassonne        |

## Classement
| Classement |                     |   |   |   |   |    |    |     |
|            | Équipe              | J | V | N | D | PP | PC | Pts |
| 1          | Angleterre          | 3 | 2 | 0 | 1 | 31 | 24 | 4   |
| 2          | Autres Nationalités | 3 | 2 | 0 | 1 | 22 | 20 | 4   |
| 3          | Pays de Galles      | 3 | 1 | 0 | 2 | 27 | 25 | 2   |
| 4          | France              | 3 | 1 | 0 | 2 | 21 | 32 | 2   |

| 19 septembre 1949 | Angleterre     | 7 - 13 | Autres Nationalités | Borough Park, Workington        |
| 22 octobre 1949   | Pays de Galles | 5 - 6  | Autres Nationalités | The Park, Abertillery           |
| 12 novembre 1949  | Pays de Galles | 16 - 8 | France              | St Helens Rugby Ground, Swansea |
| 4 décembre 1949   | France         | 5 - 13 | Angleterre          | Parc Lescure, Bordeaux          |
| 15 janvier 1950   | France         | 8 - 3  | Autres Nationalités | Stade Vélodrome, Marseille      |
| 1er mars 1950     | Angleterre     | 11 - 6 | Pays de Galles      | Central Park, Wigan             |

### Pays de Galles - France
(mt : 3 - 0)
Points marqués :
- Pays de Galles : 4 essais de Williams (8e), Daniels (64e), Gwyther (75e) et G. Morgan (79e) ; 2 transformations de R. Morgan (64e et 75e).
- France : 2 essais de Contrastin (45e) et Lepes (53e) ; 1 transformation de Puig-Aubert (45e).

Évolution du score : 3-0 (mi-temps), 3-3, 3-8, 8-8, 13-8, 16-8.
Arbitre :  Albert Dobson
Spectateurs : 4 749
Compositions des équipes
- Pays de Galles : Ralph Morgan - Arthur Daniels, Joe Mahoney, Les Williams, Denis Boocker - Jack Davies (o), Glyn Morgan (m) - Tom Danter, Frank Osmond, Eynon Hawkins, Elwyn Gwyther, Derek Howes, Bryn Goldswain
- France : Puig-Aubert (c) - Odé Lepes, Gaston Comes, Paul Déjean, Raymond Contrastin - Pierre Taillantou (o), Jean Dop (m) - André Béraud, Henri Durand, Ambroise Ulma, Gabriel Berthomieu, Ulysse Négrier, René Duffort - Entraîneur  : Jean Duhau

### France - Angleterre
(mt : 0 - 5)
Points marqués : 
- France : 1 essai de Cantoni (?) ; 1 pénalité de Puig-Aubert (53e).
- Angleterre : 3 essais d'Hilton (5e), Trail (?) et Gee (?) - 2 transformations de Ward (5e et ?).

Évolution du score : 0-5 (mi-temps), 2-5, 5-5, 5-8, 5-13.
Arbitre : M. Martung.
Spectateurs : 20 598
Compositions des équipes
- Angleterre : Martin Ryan - Roy Pollard, Ernest Ward, Russ Pepperell, Jack Hilton - Jack Cunliffe (o), Tommy Bradshaw - Ken Gee, Len Marson, George Curran, Jim Featherstone, Fred Higgins, Ken Traill - Entraîneur :
- France : Puig-Aubert (c) - Odé Lepes, René Duffort, Joseph Crespo, Vincent Cantoni - Joseph Maso (o), Jean Dop (m) - Ambroise Ulma, Martin Martin, Paul Bartoletti, Gabriel Berthomieu, Édouard Ponsinet, Gaston Calixte - Entraîneur : Jean Duhau

### France - Autres Nationalités
(mt :  )
Points marqués : 
- France : 2 essais de Contrastin (35e et 55e) ; 1 drop de Déjean (?).
- Autres Nationalités : 1 essai de Bartlett (40e).

Évolution du score : 3-0, 3-3 (mi-temps), 6-3, 8-3.
Arbitre : M. René Guidicelli.
Spectateurs : 30 000
Compositions des équipes
- France : Puig-Aubert (c) - Vincent Cantoni, Paul Déjean, Gaston Comes, Raymond Contrastin - Charles Galaup (o), René Duffort (m) - Ambroise Ulma, Gabriel Genoud, André Béraud, Henri Vaslin, Élie Brousse, Raoul Pérez - Entraîneur : Jean Duhau
- Autres Nationalités : Johnny Hunter - Robert Bartlett, Tony Paskins, Pat Devery, Brian Nordgren - Cecil Mountford (o), Dennis Jackson - Bob McMaster, Ken Kearney, John Daly, Arthur Clues (c), R Robson, Dave Valentine - Entraîneur :